# Amphiprion rubrocinctus
Amphiprion rubrocinctus är en fiskart som beskrevs av Richardson 1842. Amphiprion rubrocinctus ingår i släktet Amphiprion och familjen Pomacentridae. Inga underarter finns listade i Catalogue of Life.